# بيتر إس. بريسكوت
بيتر إس. بريسكوت (بالإنجليزية: Peter S. Prescott)‏ هو ناقد أدبي وصحفي أمريكي، ولد في 15 يوليو 1935 في مانهاتن في الولايات المتحدة، وتوفي في 23 أبريل 2004 في نيويورك في الولايات المتحدة.